# حسين أباد (دلفان)
حسين أباد (بالفارسية: حسین‌آباد) هي قرية تقع في قسم كاكاوند الشرقي الريفي (مقاطعة دلفان) في إيران. يقدر عدد سكانها بـ 41 نسمة .